# Arhynchite paulensis
Arhynchite paulensis is een lepelworm uit de familie Thalassematidae.
De wetenschappelijke naam van de soort werd in 1971 gepubliceerd door A. Amor.